# Kalesi
Kalesi är en by i Estland. Den ligger i Raasiku kommun och i landskapet Harjumaa, 24 km öster om huvudstaden Tallinn. Antalet invånare var 194 år 2011.
Kalesi ligger 49 meter över havet och terrängen runt byn är mycket platt. Runt Kalesi är det ganska glesbefolkat, med 24 invånare per kvadratkilometer. Närmaste större samhälle är Maardu, 16 km norr om Kalesi. Omgivningarna runt Kalesi är en mosaik av jordbruksmark och naturlig växtlighet.
Trakten ingår i den hemiboreala klimatzonen. Årsmedeltemperaturen i trakten är 2 °C. Den varmaste månaden är juli, då medeltemperaturen är 16 °C, och den kallaste är januari, med −12 °C.